# Список наград и номинаций Мадонны
Мадонна — американская певица, автор-исполнитель и актриса. Родилась в Бей-Сити штата Мичиган 16 августа 1958 года, выросла в городе Рочестер Хиллс и переехала в Нью-Йорк в 1978 ради карьеры в современном танце. После участия в группах Breakfast Club и Emmy она выпустила свой первый альбом Madonna в 1983 году на лейбле Sire Records. Она получила номинацию за Лучшее видео дебютанта на церемонии 1984 MTV Video Music Awards (VMA) — за песню «Borderline». За альбомом Madonna последовали породившие много хитов Like a Virgin (1984) и True Blue (1986), принесшие ей мировую известность. Мадонна стала в англоговорящих странах поп-иконой за расширение границ лирического содержания популярной музыки и видеоряда клипов, ставших неотъемлемой частью MTV. В 1985 она получила несколько номинаций VMA за видеоклипы, также две номинации за Лучшее вокальное поп-исполнение от Grammy. Billboard назвал её Лучшим поп-артистом (англ. Top Pop Artist) 1985 года, а также Лучшим сингловым поп-артистом (англ. Top Pop Singles Artist) следующих двух лет.
С 1989 по 1990 годы Мадонна завоевала несколько наград VMA за видеоклипы к песням «Like a Prayer», «Express Yourself» и «Vogue». MTV также наградил её как Артиста десятилетия (англ. Artist of the Decade) в 1989 году. В 1990 году комитет Голливудской «Аллеи славы» решил наградить Мадонну звездой на Голливудском бульваре, но она не проявила интереса к этому признанию. Тур Blond Ambition World Tour выиграл награду Самый креативный этап производства (англ. Most Creative Stage Production) на церемонии 1990 года Pollstar Concert Industry Awards, а также был номинирован как Главный тур года (англ. Major Tour of the Year). Помимо музыкальных наград Мадонна получила благотворительные за помощь в борьбе со СПИДом: Проект по СПИДу в Лос-Анджелесе (APLA) и Американский Фонд исследований СПИДа (AmfAR). В 1992 году Мадонна выиграла первую Grammy в категории За лучший музыкальный фильм за концертное видео тура Blond Ambition Tour. Сборник видеоклипов к её альбому-сборнику хитов 1990 The Immaculate Collection также выиграл награду VMA как Лучший музыкальный фильм.
В 1996 году Мадонна сыграла главную роль в фильме «Эвита», за которую получила Золотой глобус как лучшая актриса в мюзикле или комедии. Седьмой студийный альбом Ray of Light (1998) стал одним из её самых критически успешных релизов. Диск выиграл несколько наград Grammy, будучи также номинирован как Альбом года. Она также выиграла VMA за видео года на заглавный трек. С 2001 по 2008 год Мадонна четыре раза отправлялась в мировые концертные туры — Drowned World (2001), Re-Invention (2004), Confessions (2006) и Sticky & Sweet (2008). Они получили в общей сложности восемь номинаций на Pollstar Concert Industry Awards, но выиграли только одну награду за Confessions Tour в 2006 году — Самый креативный этап производства (англ. Most Creative Stage Production). Brit Awards номинировала Мадонну 12 раз, и в 2006 году она выиграла как Лучший международный женский сольный исполнитель, а также за её 10-й студийный альбом Confessions on a Dance Floor. В 2007 году Мадонна выиграли ещё одну Grammy за лучший музыкальный фильм за концертное видео Confession Tour.
Мадонна заняла первое место по Ассоциации звукозаписывающей индустрии Америки как самая продаваемая рок-исполнительница 20-го века, а также была второй по продажам певицей в Соединенных Штатах с 64.5 миллионами сертифицированных альбомов. Она продала более 300 миллионов записей по всему миру и признана самой продаваемой исполнительницей всех времен по версии Книги рекордов Гиннесса. Мадонна выиграла 20 наград VMA из 68 номинаций, и это второе место по количеству наград в истории премии. Она является первой женщиной, получившей награду за пожизненные достижения Video Vanguard Award. В 2008 году она была введена в Зал славы рок-н-ролла как один из самых известных и влиятельных артистов, продюсеров и других людей, которые в значительной степени повлияли на музыкальную индустрию. По состоянию на декабрь 2016 года Мадонна выиграла как минимум 294 награды от 643 номинациях.

## Грэмми
Премия «Грэмми» считается наиболее важной музыкальной наградой и вручается ежегодно Национальной академией искусства и науки звукозаписи. Мадонна имеет 7 наград из 28 номинаций.
| Год  | Работа или исполнитель               | Награда                                                                  | Результат |
| ---- | ------------------------------------ | ------------------------------------------------------------------------ | --------- |
| 1986 | «Crazy for You»                      | Best Female Pop Vocal Performance                                        | Номинация |
| 1987 | «Papa Don't Preach»                  | Best Female Pop Vocal Performance                                        | Номинация |
| 1988 | «Who’s That Girl»                    | Best Song Written for a Motion Picture, Television or Other Visual Media | Номинация |
| 1991 | «Oh Father»                          | Best Short Form Music Video                                              | Номинация |
| 1992 | Live! – Blond Ambition World Tour 90 | Best Long Form Music Video                                               | Победа    |
| 1995 | «I’ll Remember»                      | Best Song Written for a Motion Picture, Television or Other Visual Media | Номинация |
| 1995 | The Girlie Show – Live Down Under    | Best Long Form Music Video                                               | Номинация |
| 1996 | Bedtime Stories                      | Best Pop Vocal Album                                                     | Номинация |
| 1999 | Ray of Light                         | Album of the Year                                                        | Номинация |
| 1999 | Ray of Light                         | Best Pop Vocal Album                                                     | Победа    |
| 1999 | «Ray of Light»                       | Best Dance Recording                                                     | Победа    |
| 1999 | «Ray of Light»                       | Best Short Form Music Video                                              | Победа    |
| 1999 | «Ray of Light»                       | Record of the Year                                                       | Номинация |
| 2000 | «Beautiful Stranger»                 | Best Female Pop Vocal Performance                                        | Номинация |
| 2000 | «Beautiful Stranger»                 | Best Song Written for a Motion Picture, Television or Other Visual Media | Победа    |
| 2001 | Music                                | Best Pop Vocal Album                                                     | Номинация |
| 2001 | «Music»                              | Best Female Pop Vocal Performance                                        | Номинация |
| 2001 | «Music»                              | Record of the Year                                                       | Номинация |
| 2002 | «Don’t Tell Me»                      | Best Short Form Music Video                                              | Номинация |
| 2004 | «Die Another Day»                    | Best Dance Recording                                                     | Номинация |
| 2004 | «Die Another Day»                    | Best Short Form Music Video                                              | Номинация |
| 2007 | Confessions on a Dance Floor         | Best Electronic/Dance Album                                              | Победа    |
| 2007 | «Get Together»                       | Best Dance Recording                                                     | Номинация |
| 2007 | I’m Going to Tell You a Secret       | Best Long Form Music Video                                               | Номинация |
| 2008 | The Confessions Tour                 | Best Long Form Music Video                                               | Победа    |
| 2009 | «4 Minutes»                          | Best Pop Collaboration with Vocals                                       | Номинация |
| 2009 | «Give It 2 Me»                       | Best Dance Recording                                                     | Номинация |
| 2010 | «Celebration»                        | Best Dance Recording                                                     | Номинация |

## MTV

### MTV Europe Music Awards
Премия MTV Europe Music Awards вручается ежегодно от имени MTV Networks Europe начиная с 1994 года. мадонна имеет 4 награды из 19 номинаций.
| Год  | Работа или исполнитель       | Награда     | Результат |
| ---- | ---------------------------- | ----------- | --------- |
| 1995 | Madonna                      | Best Female | Номинация |
| 1996 | «I Want You»                 | MTV Amour   | Номинация |
| 1997 | Madonna                      | Best Female | Номинация |
| 1998 | Madonna                      | Best Dance  | Номинация |
| 1998 | Madonna                      | Best Female | Победа    |
| 1998 | Ray of Light                 | Best Album  | Победа    |
| 1999 | Madonna                      | Best Female | Номинация |
| 1999 | «Beautiful Stranger»         | Best Song   | Номинация |
| 2000 | Madonna                      | Best Dance  | Победа    |
| 2000 | Madonna                      | Best Female | Победа    |
| 2000 | «Music»                      | Best Song   | Номинация |
| 2001 | Madonna                      | Best Female | Номинация |
| 2001 | Music                        | Best Album  | Номинация |
| 2003 | Madonna                      | Best Female | Номинация |
| 2003 | www.madonna.com              | Web Award   | Номинация |
| 2006 | Madonna                      | Best Female | Номинация |
| 2006 | Madonna                      | Best Pop    | Номинация |
| 2006 | Confessions on a Dance Floor | Best Album  | Номинация |
| 2008 | «4 Minutes»                  | Best Dance  | Номинация |

### MTV Movie Awards
Премия MTV Movie Awards вручается за фильмы от имени канала MTV. Мадонна имеет 4 номинации.
| Год  | Работа или исполнитель       | Награда                 | Результат |
| ---- | ---------------------------- | ----------------------- | --------- |
| 1993 | Madonna in Body of Evidence  | Most Desirable Female   | Номинация |
| 1995 | «I’ll Remember»              | Best Song from a Movie  | Номинация |
| 1997 | Madonna in Evita             | Best Female Performance | Номинация |
| 1997 | «Don’t Cry for Me Argentina» | Best Song from a Movie  | Номинация |

### MTV Video Music Awards
Премия MTV Video Music Awards (VMAs) вручается кабельной телесетью MTV за лучшие видеоклипы года, начиная с 1984 года. Мадонна имеет 20 наград из 68 номинаций, что является рекордом среди всех музыкантов.
| Год  | Работа или исполнитель    | Награда                  | Результат |
| ---- | ------------------------- | ------------------------ | --------- |
| 1984 | «Borderline»              | Best New Artist          | Номинация |
| 1985 | «Like a Virgin»           | Best Art Direction       | Номинация |
| 1985 | «Like a Virgin»           | Best Choreography        | Номинация |
| 1985 | «Like a Virgin»           | Best Cinematography      | Номинация |
| 1985 | «Material Girl»           | Best Choreography        | Номинация |
| 1985 | «Material Girl»           | Best Female Video        | Номинация |
| 1986 | Madonna                   | Video Vanguard Award     | Победа    |
| 1986 | «Dress You Up»            | Best Choreography        | Номинация |
| 1986 | «Like a Virgin» (live)    | Best Choreography        | Номинация |
| 1987 | «Open Your Heart»         | Best Choreography        | Номинация |
| 1987 | «Open Your Heart»         | Best Art Direction       | Номинация |
| 1987 | «Open Your Heart»         | Best Female Video        | Номинация |
| 1987 | «Papa Don’t Preach»       | Best Cinematography      | Номинация |
| 1987 | «Papa Don’t Preach»       | Best Female Video        | Победа    |
| 1987 | «Papa Don’t Preach»       | Best Overall Performance | Номинация |
| 1989 | «Express Yourself»        | Best Art Direction       | Победа    |
| 1989 | «Express Yourself»        | Best Cinematography      | Победа    |
| 1989 | «Express Yourself»        | Best Direction           | Победа    |
| 1989 | «Express Yourself»        | Best Editing             | Номинация |
| 1989 | «Express Yourself»        | Best Female Video        | Номинация |
| 1989 | «Like a Prayer»           | Video of the Year        | Номинация |
| 1989 | «Like a Prayer»           | Viewer’s Choice          | Победа    |
| 1990 | «Vogue»                   | Best Art Direction       | Номинация |
| 1990 | «Vogue»                   | Best Choreography        | Номинация |
| 1990 | «Vogue»                   | Best Cinematography      | Победа    |
| 1990 | «Vogue»                   | Best Dance Video         | Номинация |
| 1990 | «Vogue»                   | Best Direction           | Победа    |
| 1990 | «Vogue»                   | Best Editing             | Победа    |
| 1990 | «Vogue»                   | Best Female Video        | Номинация |
| 1990 | «Vogue»                   | Video of the Year        | Номинация |
| 1990 | «Vogue»                   | Viewer’s Choice          | Номинация |
| 1991 | «Like a Virgin» (live)    | Best Choreography        | Номинация |
| 1991 | «Like a Virgin» (live)    | Best Female Video        | Номинация |
| 1991 | The Immaculate Collection | Best Long Form Video     | Победа    |
| 1992 | «Holiday» (live)          | Best Choreography        | Номинация |
| 1992 | «Holiday» (live)          | Best Dance Video         | Номинация |
| 1992 | «Holiday» (live)          | Best Female Video        | Номинация |
| 1993 | «Rain»                    | Best Art Direction       | Победа    |
| 1993 | «Rain»                    | Best Cinematography      | Победа    |
| 1994 | «I’ll Remember»           | Best Video from a Film   | Номинация |
| 1995 | «Human Nature»            | Best Choreography        | Номинация |
| 1995 | «Human Nature»            | Best Dance Video         | Номинация |
| 1995 | «Take a Bow»              | Best Art Direction       | Номинация |
| 1995 | «Take a Bow»              | Best Female Video        | Победа    |
| 1996 | «You’ll See»              | Best Cinematography      | Номинация |
| 1998 | «Frozen»                  | Best Special Effects     | Победа    |
| 1998 | «Ray of Light»            | Best Choreography        | Победа    |
| 1998 | «Ray of Light»            | Best Cinematography      | Номинация |
| 1998 | «Ray of Light»            | Best Dance Video         | Номинация |
| 1998 | «Ray of Light»            | Best Direction           | Победа    |
| 1998 | «Ray of Light»            | Best Editing             | Победа    |
| 1998 | «Ray of Light»            | Best Female Video        | Победа    |
| 1998 | «Ray of Light»            | Breakthrough Video       | Номинация |
| 1998 | «Ray of Light»            | Video of the Year        | Победа    |
| 1999 | «Beautiful Stranger»      | Best Cinematography      | Номинация |
| 1999 | «Beautiful Stranger»      | Best Female Video        | Номинация |
| 1999 | «Beautiful Stranger»      | Best Video from a Film   | Победа    |
| 1999 | «Nothing Really Matters»  | Best Special Effects     | Номинация |
| 2000 | «American Pie»            | Best Cinematography      | Номинация |
| 2001 | «Don’t Tell Me»           | Best Choreography        | Номинация |
| 2001 | «Don’t Tell Me»           | Best Female Video        | Номинация |
| 2003 | «Die Another Day»         | Best Video from a Film   | Номинация |
| 2006 | «Hung Up»                 | Best Choreography        | Номинация |
| 2006 | «Hung Up»                 | Best Dance Video         | Номинация |
| 2006 | «Hung Up»                 | Best Female Video        | Номинация |
| 2006 | «Hung Up»                 | Best Pop Video           | Номинация |
| 2006 | «Hung Up»                 | Video of the Year        | Номинация |
| 2008 | «4 Minutes»               | Best Dancing In A Video  | Номинация |

### MTV Artist of the Decade
В 1989 году на церемонии 1989 MTV Video Music Awards Мадонна была объявлена «Исполнителем Десятилетия» за её достижения в период 1980-х годов. Это вызвало большую досаду Майкла Джексона, считавшего себя более достойным этой награды. Чтобы успокоить артиста MTV вручило ему награду как «Артисту тысячелетия» и присвоило награде за достижения Video Vanguard Award его имя.
| Год  | Работа или исполнитель | Награда              | Результат |
| ---- | ---------------------- | -------------------- | --------- |
| 1989 | Madonna                | Artist of the Decade | Победа    |

## Золотой глобус
Кинопремия Золотой глобус (англ. Golden Globe Award) ежегодно присуждается Hollywood Foreign Press Association. Мадонна была 7 раз номинирована на эту награду (как актриса и как автор песен). В 1996 году она победила в категории «За лучшую женскую роль — комедия или мюзикл» за её роль в фильме Evita.
| Год  | Работа или исполнитель          | Награда                                  | Результат |
| ---- | ------------------------------- | ---------------------------------------- | --------- |
| 1988 | «Who’s That Girl»               | Лучшая песня                             | Номинация |
| 1993 | «This Used to Be My Playground» | Лучшая песня                             | Номинация |
| 1995 | «I'll Remember»                 | Лучшая песня                             | Номинация |
| 1997 | Madonna in Evita                | Лучшая женская роль — комедия или мюзикл | Победа    |
| 2000 | «Beautiful Stranger»            | Лучшая песня                             | Номинация |
| 2003 | «Die Another Day»               | Лучшая песня                             | Номинация |
| 2012 | «Masterpiece»                   | Лучшая песня                             | Победа    |

## Книга рекордов Гиннесса
В Guinness World Records зафиксировано 20 мировых рекордных показателей Мадонны.
| Год  | Номинируемая работа          | Категория                                                                                | Результат |
| ---- | ---------------------------- | ---------------------------------------------------------------------------------------- | --------- |
| 1996 | Evita                        | Наибольшее число смены костюмов в фильме. В «Эвитте» Мадонна меняла свои костюмы 85 раз. | Победа    |
| 2005 | «Hung Up»                    | Песня, возглавлявшая чарты в наибольшем числе стран (41)                                 | Победа    |
| 2005 | Confessions on a Dance Floor | Альбом, возглавлявший чарты в наибольшем числе стран (40)                                | Победа    |
| 2006 | Confessions Tour             | Наиболее успешный концертный тур певицы в пересчёте на один концерт.                     | Победа    |
| 2007 | Мадонна                      | Наиболее высокооплачиваемая певица на планете.                                           | Победа    |
| 2009 | Мадонна                      | Наибольшее число синглов в лучшей десятке США (Шаблон:Hot 100).                          | Победа    |
| 2009 | Мадонна                      | Наибольшее число хитов № 1 в танцевальном чарте США (US Dance/club play chart)/          | Победа    |
| 2009 | Мадонна                      | Наибольшее число хитов в Top-20 сольного исполнителя (64 хита).                          | Победа    |
| 2011 | Мадонна                      | Самая успешная по продажам альбомов певица 21 века в Великобритании.                     | Победа    |
| 2012 | MDNA                         | Наибольшее число альбомов № 1 в Великобритании.                                          | Победа    |
| 2012 | Мадонна                      | Наибольшая телевизионная аудитория на матче Super Bowl в истории.                        | Победа    |

## Проект по СПИДу в Лос-Анджелесе
Проект по СПИДу в Лос-Анджелесе (APLA) — некоммерческая организация, созданная для улучшения жизни лиц, страдающих от ВИЧ, уменьшения распространения инфекции ВИЧ и пропаганды справедливого и эффективного внедрения общественной политики, касающейся ВИЧ. Мадонна была удостоена награды за Преданность жизни (англ. the Commitment to Life Award) за её вклад в работу организации.
| Год  | Номинируемая работа | Категория                     | Результат |
| ---- | ------------------- | ----------------------------- | --------- |
| 1990 | Madonna             | APLA Commitment to Life Award | Победа    |

## Музыкальные награды Amadeus (Австрия)
Музыкальные награды Amadeus (Австрия) вручаются на ежегодной церемонии за выдающиеся достижения в музыкальной индустрии Австрии. Мадонна была лауреатом одной премии и дважды номинировалась на неё в 2006 году.
| Год  | Номинируемая работа          | Категория                        | Результат |
| ---- | ---------------------------- | -------------------------------- | --------- |
| 2006 | «Hung Up»                    | International Single of the Year | Победа    |
| 2006 | Confessions on a Dance Floor | International Album of the Year  | Номинация |

## Американский Фонд исследований СПИДа
Американский Фонд исследований СПИДа — международная некоммерческая организация, занимающаяся поддержкой исследований СПИДа, предупреждением ВИЧ, просвящением по лечению, и призывом к трезвой общественной политике в отношении СПИДа. Мадонна была удостоена наградой фонда за мужество (англ. Award of Courage) в 1991 году, за её работу в благотворительности по борьбе со СПИДом.
| Год  | Номинируемая работа | Категория        | Результат |
| ---- | ------------------- | ---------------- | --------- |
| 1991 | Madonna             | Award of Courage | Победа    |

## Награда American Moviegoers Awards
Ежегодная награда The American Moviegoers Awards вручается от имени американской кинокомпании Moviefone. Мадонна победила в категории Лучшая актриса за её роль в фильме Эвита (1996).
| Год  | Работа или исполнитель | Награда      | Результат |
| ---- | ---------------------- | ------------ | --------- |
| 1997 | Мадонна в фильме Evita | Best Actress | Победа    |

## American Music Awards
Премия American Music Award была учреждена в 1973 году и вручается на ежегодной церемонии. Мадонна имеет 3 награды из 17 номинаций.
| Год  | Работа или исполнитель | Награда                                | Результат |
| ---- | ---------------------- | -------------------------------------- | --------- |
| 1985 | Madonna                | Favorite Pop/Rock Female Artist        | Номинация |
| 1986 | Madonna                | Favorite Pop/Rock Female Artist        | Номинация |
| 1986 | Madonna                | Favorite Pop/Rock Female Video Artist  | Номинация |
| 1986 | Like a Virgin          | Favorite Pop/Rock Album                | Номинация |
| 1987 | Madonna                | Favorite Pop/Rock Female Artist        | Номинация |
| 1987 | Madonna                | Favorite Pop/Rock Female Video Artist  | Победа    |
| 1987 | «Live to Tell»         | Favorite Pop/Rock Single               | Номинация |
| 1988 | Madonna                | Favorite Pop/Rock Female Artist        | Номинация |
| 1990 | Madonna                | Favorite Pop/Rock Female Artist        | Номинация |
| 1990 | «Like a Prayer»        | Favorite Dance Single                  | Номинация |
| 1991 | Madonna                | Favorite Dance Artist                  | Номинация |
| 1991 | Madonna                | Favorite Pop/Rock Female Artist        | Номинация |
| 1991 | «Vogue»                | Favorite Dance Single                  | Победа    |
| 1991 | «Vogue»                | Favorite Pop/Rock Single               | Номинация |
| 1992 | Madonna                | Favorite Dance Artist                  | Номинация |
| 1998 | Evita                  | Favorite Soundtrack                    | Номинация |
| 2003 | Madonna                | International Artist of the Year Award | Победа    |

## Награды от зрителей AOL TV
Награды от зрителей AOL TV присуждаются компанией America Online Inc. (AOL), победители определяются зрительским голосованием. Мадонна победила в номинации Лучший концерт, транслировавшийся по телевидению (англ. Best TV Concert) в 2002 году за трансляцию  Madonna Live! — Drowned World Tour 2001 по каналу HBO.
| Год  | Номинируемая работа                            | Категория       | Результат |
| ---- | ---------------------------------------------- | --------------- | --------- |
| 2002 | Madonna Live! — Drowned World Tour 2001 on HBO | Best TV Concert | Победа    |

## Музыкальные награды Arion
Музыкальные награды Arion (2002-07) — официальная награда греческой музыкальной индустрии, присуждаемая IFPI Greece. Мадонна удостоена четырёх наград.
| Год  | Номинируемая работа          | Категория                   | Результат |
| ---- | ---------------------------- | --------------------------- | --------- |
| 2006 | Confessions on a Dance Floor | Best Selling Foreign Album  | Победа    |
| 2006 | «Hung Up»                    | Best Selling Foreign Single | Победа    |
| 2007 | Confessions on a Dance Floor | Best Selling Foreign Album  | Победа    |
| 2007 | «Hung Up»                    | Best Selling Foreign Single | Победа    |

## Премия ASCAP
Премия Американского общества композиторов, авторов и издателей (англ. American Society of Composers, Authors and Publishers Awards (ASCAP)).

### Премия ASCAP в области фильмов, телевидения и музыки
Ежегодная премия ASCAP в области фильмов, телевидения и музыки вручается композиторам и продюсерам наиболее успешных саундтреков. Мадонна получила четыре награды.
| Год  | Номинируемая работа             | Категория                                 | Результат |
| ---- | ------------------------------- | ----------------------------------------- | --------- |
| 1987 | «Live to Tell»                  | Most Performed Songs from Motion Pictures | Победа    |
| 1988 | «Who’s That Girl»               | Most Performed Songs from Motion Pictures | Победа    |
| 1993 | «This Used to Be My Playground» | Most Performed Songs from Motion Pictures | Победа    |
| 2000 | «Beautiful Stranger»            | Most Performed Songs from Motion Pictures | Победа    |

### ASCAP Pop Awards
Ежегодная премия ASCAP в области поп-музыки присуждается композиторам и продюсерам самых успешных песен в жанре поп-музыки. Мадонна получила шесть премий
| Год  | Номинируемая работа             | Категория           | Результат |
| ---- | ------------------------------- | ------------------- | --------- |
| 1994 | «This Used to Be My Playground» | Most Performed Song | Победа    |
| 1996 | «You'll See»                    | Most Performed Song | Победа    |
| 1999 | «Frozen»                        | Most Performed Song | Победа    |
| 1999 | «Ray of Light»                  | Most Performed Song | Победа    |
| 2000 | «Beautiful Stranger»            | Most Performed Song | Победа    |
| 2002 | «Music»                         | Most Performed Song | Победа    |

### ASCAP Rhythm and Soul Awards
Ежегодная премия ASCAP в области ритм-н-блюза и соула присуждается композиторам и продюсерам за самые успешные издания в стиле Ритм-н-блюз/хип-хоп, рэп, рэгги и танцевальной музыки. Мадонна получила четыре награды.
| Год  | Номинируемая работа      | Категория                | Результат |
| ---- | ------------------------ | ------------------------ | --------- |
| 1999 | «Ray of Light»           | Top Dance Song           | Победа    |
| 2000 | «Nothing Really Matters» | Award-Winning Dance Song | Победа    |
| 2001 | «Music»                  | Top Dance Song           | Победа    |
| 2002 | «Don’t Tell Me»          | Award-Winning Dance Song | Победа    |

## BillboardAwards

### Billboard.com Mid-Year Music Awards
The Billboard.com Mid-Year Music Awards присуждаются журналом Billboard в знак признания самых популярных музыкантов, песен, альбомов и выступлений в течение первой половины года. Победители определяются путём опроса на официальном сайте Billboard. Мадонна побеждала четырежды.
| Год  | Номинируемая работа                              | Категория                 | Результат |
| ---- | ------------------------------------------------ | ------------------------- | --------- |
| 2012 | Avicii featuring Madonna at Ultra Music Festival | Best Festival Performance | Победа    |
| 2012 | Madonna                                          | First-Half MVP            | Победа    |
| 2012 | Madonna at Super Bowl XLVI                       | Best TV Performance       | Победа    |
| 2012 | Madonna vs. Lady Gaga                            | Most Memorable Feud       | Победа    |

### BillboardMagazine Year-End Number One Awards
The Billboard Magazine Year-End Number-One Awards присуждаются при поддержке журнала Billboard, чтобы ометить исполнителей на основе хит-парада Billboard Year-End. Церемония проводилась в конце 1980-х годов.
| Год  | Номинируемая работа           | Категория                       | Результат |
| ---- | ----------------------------- | ------------------------------- | --------- |
| 1985 | Madonna                       | Top Dance Club Play Artist      | Победа    |
| 1985 | Madonna                       | Top Dance Sales Artist          | Победа    |
| 1985 | Madonna                       | Top Pop Artist                  | Победа    |
| 1985 | Madonna                       | Top Pop Album Artist — Female   | Победа    |
| 1985 | Madonna                       | Top Pop Singles Artist          | Победа    |
| 1985 | Madonna                       | Top Pop Singles Artist — Female | Победа    |
| 1985 | Madonna                       | Top Music Video                 | Победа    |
| 1986 | Madonna Live: The Virgin Tour | Top Music Video                 | Победа    |
| 1987 | Madonna                       | Top Dance Sales Artist          | Победа    |
| 1987 | Madonna                       | Top Pop Singles Artist          | Победа    |
| 1987 | Madonna                       | Top Pop Singles Artist — Female | Победа    |
| 1989 | Madonna                       | Top Adult Contemporary Artist   | Победа    |

### BillboardMusic Awards
Награда Billboard Music Awards вручается при поддержке журнала Billboard, чтобы отметить исполнителей на основе хит-парада Billboard Year-End. Церемония награждения проводилась с 1990 по 2007 год, затем с 2011 года. Победители в этой номинации объявлялись в последнем номере Billboard каждого года. Мадонна получила пять наград в этой номинации.
| Год  | Номинируемая работа    | Категория                  | Результат |
| ---- | ---------------------- | -------------------------- | --------- |
| 1996 | Madonna                | Artist Achievement Award   | Победа    |
| 2004 | «Me Against the Music» | Top Hot Dance Single Sales | Победа    |
| 2013 | Madonna                | Top Touring Artist         | Победа    |
| 2013 | Madonna                | Top Dance Artist           | Победа    |
| 2013 | MDNA                   | Top Dance Album            | Победа    |
| 2016 | Madonna                | Top Touring Artist         | Номинация |

### BillboardMusic of the '80s Poll Awards
Опрос Музыка '80-х проводился журналом Billboard в начале 1990 года, чтобы определить лучших музыкальных исполнителей 1980-х. Мадонна была признана Исполнителем десятилетия в стиле поп-музыки, а также исполнителем десятилетия танцевальной музыки, а её хит 1985 года «Into the Groove» был признан танцевальным синглом десятилетия.
| Год  | Номинируемая работа | Категория                  | Результат |
| ---- | ------------------- | -------------------------- | --------- |
| 1990 | Madonna             | Pop Artist of the Decade   | Победа    |
| 1990 | Madonna             | Dance Artist of the Decade | Победа    |
| 1990 | «Into the Groove»   | Dance Single of the Decade | Победа    |

### BillboardMusic Video Awards
Награды The Billboard Music Video Awards вручались журналом Billboard в знак признания исполнителей artists и их музыкальных видео. Мадонна получила эту награду дважды.
| Год  | Номинируемая работа             | Категория                   | Результат |
| ---- | ------------------------------- | --------------------------- | --------- |
| 1989 | «Express Yourself»              | Best Video                  | Победа    |
| 1992 | «This Used to Be My Playground» | Best Pop/Rock Female Artist | Номинация |
| 1999 | «Beautiful Stranger»            | Best Pop Clip of the Year   | Номинация |
| 2000 | «Music»                         | Best Pop Clip of the Year   | Номинация |
| 2000 | «Music»                         | Best Video of the Year      | Победа    |
| 2001 | «Don’t Tell Me»                 | Best Pop Clip of the Year   | Номинация |
| 2001 | «What It Feels Like for a Girl» | Best Dance Clip of the Year | Номинация |

### BillboardTouring Awards
Награда Billboard Touring Awards была учреждена журналом Billboard в 2004 году, чтобы отметить лучших исполнителей, проводивших концерты в течение года, по результатам чарта Billboard Boxscore, который учитывает самые кассовые туры по информации от распространителей билетов. Madonna has won four awards from a total of eight nominations.
| Год  | Номинируемая работа     | Категория                             | Результат |
| ---- | ----------------------- | ------------------------------------- | --------- |
| 2004 | Re-Invention World Tour | Top Tour                              | Победа    |
| 2006 | Confessions Tour        | Top Boxscore                          | Победа    |
| 2006 | Confessions Tour        | Top Draw                              | Номинация |
| 2006 | Confessions Tour        | Top Tour                              | Номинация |
| 2009 | Sticky & Sweet Tour     | Top Draw                              | Победа    |
| 2009 | Sticky & Sweet Tour     | Top Tour                              | Победа    |
| 2012 | The MDNA Tour           | Concert Marketing and Promotion Award | Номинация |
| 2012 | The MDNA Tour           | Top Tour                              | Номинация |

### BillboardWomen in Music
Established in 2007, Billboard Women in Music recognizes influential female artists and music executives who have made significant contributions to the business and who, through their work and continued success, inspire generations of women to take on increasing responsibilities within the field. Madonna has been honored once.
| Год  | Номинируемая работа | Категория         | Результат |
| ---- | ------------------- | ----------------- | --------- |
| 2016 | Madonna             | Woman of the Year | Победа    |

## Blockbuster Entertainment Awards
The Blockbuster Entertainment Awards was a film awards ceremony, founded by Blockbuster Inc. In 1998, Madonna was nominated for Favorite Actress by her role in Evita.
| Год  | Номинируемая работа | Категория                | Результат |
| ---- | ------------------- | ------------------------ | --------- |
| 1998 | Madonna             | Favorite Actress — Drama | Номинация |

## Bravo Otto Awards
Премия Bravo Otto Awards вручается журналом Bravo, крупнейшим молодёжным изданием в немецкоязычной сфере, за достижения в кино, музыке, телевидении и спорте. Мадонна имеет 7 наград
| Год  | Работа или исполнитель | Награда                      | Результат |
| ---- | ---------------------- | ---------------------------- | --------- |
| 1985 | Madonna                | Gold Award — Female Singer   | Победа    |
| 1986 | Madonna                | Gold Award — Female Singer   | Победа    |
| 1987 | Madonna                | Gold Award — Female Singer   | Победа    |
| 1989 | Madonna                | Silver Award — Female Singer | Победа    |
| 1992 | Madonna                | Silver Award — Female Singer | Победа    |
| 1993 | Madonna                | Bronze Award — Female Singer | Победа    |
| 1994 | Madonna                | Bronze Award — Female Singer | Победа    |

## Brit Awards
Ежегодная музыкальная премия BRIT Awards вручается Британской ассоциацией производителей фонограмм (BPI, Великобритания) за достижения в области поп-музыки. Мадонна имеет 2 награды из 12 номинаций, в 2001 и 2006 годах.
| Год  | Работа или исполнитель       | Награда                          | Результат |
| ---- | ---------------------------- | -------------------------------- | --------- |
| 1986 | Madonna                      | Best International Solo Artist   | Номинация |
| 1987 | Madonna                      | Best International Solo Artist   | Номинация |
| 1988 | Madonna                      | Best International Solo Artist   | Номинация |
| 1991 | Madonna                      | Best International Female        | Номинация |
| 1992 | Madonna                      | Best International Solo Artist   | Номинация |
| 1993 | Madonna                      | Best International Solo Artist   | Номинация |
| 1995 | Madonna                      | Best International Female        | Номинация |
| 1999 | Madonna                      | Best International Female        | Номинация |
| 2001 | Madonna                      | Best International Female        | Победа    |
| 2006 | Madonna                      | International Female Solo Artist | Победа    |
| 2006 | Madonna                      | Pop Act                          | Номинация |
| 2006 | Confessions on a Dance Floor | International Album              | Номинация |

## British LGBT Awards
The British LGBT Awards celebrate the UK’s most loved LGBT personalities, innovators and companies, dubbed the «Gay Oscars» by the press. Madonna has received one nomination.
| Год  | Номинируемая работа | Категория                  | Результат | Ref.   |
| ---- | ------------------- | -------------------------- | --------- | ------ |
| 2017 | Madonna             | Viacom Top 10 Music Awards | Номинация | [ 47 ] |

## CableACE Award
The CableACE Award was an award that was given from 1978 to 1997 to honor excellence in American cable television programming. Madonna received one nomination in 1994 for the broadcast on HBO, The Girlie Show: Live Down Under.
| Год  | Номинируемая работа              | Категория            | Результат |
| ---- | -------------------------------- | -------------------- | --------- |
| 1994 | The Girlie Show: Live Down Under | Best Musical Special | Номинация |

## Danish Music Awards
The Danish Music Awards (Dansk Grammy, before 2001) is a music award ceremony presented by IFPI Denmark since 1989. Madonna has won four awards.
| Год  | Номинируемая работа | Категория                          | Результат |
| ---- | ------------------- | ---------------------------------- | --------- |
| 1999 | Madonna             | Best International Female Vocalist | Победа    |
| 1999 | Ray of Light        | Best International Album           | Победа    |
| 2001 | Music               | Best International Album           | Победа    |
| 2001 | «Music»             | Best International Hit             | Победа    |

## Echo Awards
Крупная музыкальная церемония Echo Awards проводимая в Германии, основанная на данных о музыкальных продажах за прошлый год. Мадонна имеет 3 награды
| Год  | Работа или исполнитель | Награда                          | Результат |
| ---- | ---------------------- | -------------------------------- | --------- |
| 1996 | Madonna                | Best International Female Artist | Победа    |
| 2001 | Madonna                | Best International Female Artist | Номинация |
| 2004 | Madonna                | Best International Female Artist | Номинация |
| 2006 | Madonna                | Best International Female Artist | Победа    |
| 2006 | «Hung Up»              | Hit of the Year                  | Победа    |
| 2009 | Madonna                | Best International Female Artist | Номинация |

## Elle Style Awards
Церемония награждения Elle Style Awards проводится ежегодно журналом Elle. Мадонна удостоена одной награды — the Style Icon Award (Икона стиля), в 2007 году.
| Год  | Номинируемая работа | Категория        | Результат |
| ---- | ------------------- | ---------------- | --------- |
| 2007 | Madonna             | Style Icon Award | Победа    |

## Emma-gaala
Emma-gaala (Emma Awards) is hosted annually by Musiikkituottajat, Finnish music industry federation, to recognize achievements in Finnish music industry. The Award for Foreign Artist of the Year was introduced in 2009 and Madonna was nominated that year.
| Год  | Номинируемая работа | Категория                                 | Результат |
| ---- | ------------------- | ----------------------------------------- | --------- |
| 2009 | Madonna             | Emma Award for Foreign Artist of the Year | Номинация |

## Fryderyk
The Fryderyk is an annual award ceremony in Poland, presented by the Związek Producentów Audio Video, the IFPI Poland, since 1994. Madonna has won one award, Best Foreign Album, for Ray of Light (1998).
| Год  | Номинируемая работа | Категория          | Результат |
| ---- | ------------------- | ------------------ | --------- |
| 1998 | Ray of Light        | Best Foreign Album | Победа    |
| 2000 | Music               | Best Foreign Album | Номинация |

## GLAAD Media Awards
The GLAAD Media Awards are presented annually by the Gay & Lesbian Alliance Against Defamation in a ceremony held in New York City. In 1991, Madonna received the GLAAD Excellence in Media Award, presented to public figures in media and entertainment who, through their work, have increased the visibility and understanding of the LGBT community.
| Год  | Номинируемая работа | Категория                       | Результат |
| ---- | ------------------- | ------------------------------- | --------- |
| 1991 | Madonna             | GLAAD Excellence in Media Award | Победа    |

## Golden Apple Awards
The Golden Apple Awards have been presented annually since 1941 by the Hollywood Women's Press Club to entertainers, in recognition of their behavior, rather than performance. Madonna won the Sour Apple Award, given to actors for being rude or difficult, at the 52nd annual ceremony at the Beverly Hilton Hotel, Beverly Hills, California in 1992.
| Год  | Номинируемая работа | Категория        | Результат |
| ---- | ------------------- | ---------------- | --------- |
| 1992 | Madonna             | Sour Apple Award | Победа    |

## Hollywood Walk of Fame
Голливудская «Аллея славы» (англ. Hollywood Walk of Fame) находится в Голливуде (Лос-Анджелес, Калифорния, США). На ней отмечены более 2000 звёзд, внёсших крупный вклад в индустрию развлечения. Однако, у Мадонны нет звезды на Голливудской «Аллее славы». Она была номинирована в 1990 году, но не проявила интереса к данному мероприятию, поэтому звезда не была заложена. Пресс-секретарь «Аллеи славы» Анна Мартинес-Холлер заявила, что, для того, чтобы получить звезду, Мадонна должна быть «повторно номинирована», добавив следующее: «так как она не заинтересована, я очень сомневаюсь, что она даст согласие сделать это».
| Год  | Работа или исполнитель | Награда                | Результат |
| ---- | ---------------------- | ---------------------- | --------- |
| 1990 | Madonna                | Hollywood Walk of Fame | Номинация |

## Hong Kong Top Sales Music Awards
The Hong Kong Top Sales Music Awards is an annual award ceremony held by the International Federation of the Phonographic Industry Hong Kong (IFPIHK) since 2001 to honor every year best-selling music artists. Madonna has won three awards for Top Ten Best Selling Foreign Albums of the Year.
| Год  | Номинируемая работа          | Категория                                       | Результат |
| ---- | ---------------------------- | ----------------------------------------------- | --------- |
| 2001 | Music                        | Top Ten Best Selling Foreign Albums of the Year | Победа    |
| 2005 | Confessions on a Dance Floor | Top Ten Best Selling Foreign Albums of the Year | Победа    |
| 2007 | The Confessions Tour         | Top Ten Best Selling Foreign Albums of the Year | Победа    |

## Hungarian Music Awards
The Hungarian Music Awards (Golden Giraffe Awards, before 2004) is an annual award ceremony held by the Hungarian music industry association Mahasz since 1992. Madonna has won two awards from six nominations.
| Год  | Номинируемая работа          | Категория                           | Результат |
| ---- | ---------------------------- | ----------------------------------- | --------- |
| 1999 | Ray of Light                 | International Pop Album of the Year | Победа    |
| 2001 | Music                        | International Pop Album of the Year | Победа    |
| 2004 | American Life                | International Pop Album of the Year | Номинация |
| 2005 | American Life                | International Pop Album of the Year | Номинация |
| 2006 | Confessions on a Dance Floor | International Pop Album of the Year | Номинация |
| 2009 | Hard Candy                   | International Pop Album of the Year | Номинация |

## International Dance Music Awards
Награда International Dance Music Awards была учреждена в 1985 году. Она является частью Winter Music Conference электронной музыки. Мадонны награждена 11 раз
| Год  | Работа или исполнитель | Награда                   | Результат |
| ---- | ---------------------- | ------------------------- | --------- |
| 1999 | Madonna                | Best Dance Solo Artist    | Победа    |
| 1999 | «Ray of Light»         | Best Dance Video          | Победа    |
| 2001 | Madonna                | Best Dance Solo Artist    | Победа    |
| 2001 | «Music»                | Best Dance Video          | Победа    |
| 2001 | «Music»                | Best Pop 12" Dance Record | Победа    |
| 2002 | Madonna                | Best Dance Solo Artist    | Победа    |
| 2006 | Madonna                | Best Dance Solo Artist    | Победа    |
| 2006 | «Hung Up»              | Best Dance Video          | Победа    |
| 2006 | «Hung Up»              | Best Pop Dance Track      | Победа    |
| 2007 | Madonna                | Best Dance Solo Artist    | Победа    |
| 2007 | «Jump»                 | Best Dance Music Video    | Победа    |
| 2009 | Madonna                | Best Solo Artist          | Номинация |
| 2009 | «4 Minutes»            | Best Pop Dance Track      | Номинация |
| 2010 | Madonna                | Best Solo Artist          | Номинация |
| 2010 | «Celebration»          | Best Pop Dance Track      | Номинация |
| 2013 | Madonna                | Best Dance Solo Artist    | Номинация |
| 2013 | «Girl Gone Wild»       | Best Dance Music Video    | Номинация |
| 2013 | «Girl Gone Wild»       | Best Pop Dance Track      | Номинация |

## International Rock Awards
Награда International Rock Awards (1989-91) вручалась телекомпанией ABC Television, лучшим музыкантам в жанре рок-музыки; у Мадонны 2 награды.
| Год  | Работа или исполнитель | Награда               | Результат |
| ---- | ---------------------- | --------------------- | --------- |
| 1989 | Madonna                | Best Female Vocalist  | Победа    |
| 1991 | Madonna                | People’s Choice Award | Победа    |

## Ivor Novello Awards
Ежегодная награда Ivor Novello Awards проходит в виде музыкального шоу, где награждают ав торов песен и композиторов. Вручается от имени British Academy of Songwriters, Composers and Authors. Мадонна выиграла 2 награды из 5 номинаций
| Год  | Работа или исполнитель | Награда                       | Результат |
| ---- | ---------------------- | ----------------------------- | --------- |
| 2000 | «Beautiful Stranger»   | Best Contemporary Song        | Номинация |
| 2000 | «Beautiful Stranger»   | Most Performed Work           | Победа    |
| 2000 | «Ray of Light»         | International Hit of the Year | Номинация |
| 2007 | «Sorry»                | International Hit of the Year | Победа    |
| 2007 | «Sorry»                | Most Performed Work           | Номинация |

## Japan Gold Disc Awards
Музыкальная премия Japan Gold Disc Awards вручается на ежегодной церемонии от имени Recording Industry Association of Japan. Мадонна имеет 16 наград, в том числе 5 раз называлась «Лучшим исполнителем года», больше, чем кто-либо.
| Год  | Работа или исполнитель | Награда                             | Результат |
| ---- | ---------------------- | ----------------------------------- | --------- |
| 1987 | Madonna                | Artist of the Year                  | Победа    |
| 1987 | True Blue              | Grand Prix Album of the Year        | Победа    |
| 1987 | True Blue              | Best Album of the Year — Pops Solo  | Победа    |
| 1990 | Madonna                | Artist of the Year                  | Победа    |
| 1990 | Like a Prayer          | Grand Prix Album of the Year        | Победа    |
| 1990 | Like a Prayer          | Best Album of the Year — Pops Solo  | Победа    |
| 1991 | Madonna                | Artist of the Year                  | Победа    |
| 1991 | I'm Breathless         | Grand Prix Album of the Year        | Победа    |
| 1991 | I'm Breathless         | Best Album of the Year — Pop Female | Победа    |
| 1993 | Madonna                | Artist of the Year                  | Победа    |
| 1993 | Erotica                | Best Album of the Year — Pop        | Победа    |
| 2009 | Madonna                | Artist of the Year                  | Победа    |
| 2009 | Hard Candy             | The Best 3 Albums                   | Победа    |
| 2009 | «Miles Away»           | Mastertone of the Year              | Победа    |
| 2009 | «Miles Away»           | Single Track of the Year (mobile)   | Победа    |
| 2009 | «Miles Away»           | Single Track of the Year (online)   | Победа    |

## Juno Awards
Канадская музыкальная премия Джуно (англ. Juno Awards) вручается на ежегодной церемонии в Канаде от имени Канадской академии искусства и науки звукозаписи. Мадонна имеет 2 награды из 8 номинаций.
| Год  | Работа или исполнитель       | Награда                                  | Результат |
| ---- | ---------------------------- | ---------------------------------------- | --------- |
| 1985 | Like a Virgin                | International Album of the Year          | Номинация |
| 1987 | True Blue                    | International Album of the Year          | Победа    |
| 1987 | «Papa Don’t Preach»          | International Single of the Year         | Номинация |
| 1990 | «Like a Prayer»              | International Single of the Year         | Номинация |
| 1991 | Madonna                      | International Entertainer of the Year    | Номинация |
| 1991 | «Vogue»                      | Best Selling International Single        | Победа    |
| 1999 | Ray of Light                 | Best Selling Album (Foreign or Domestic) | Номинация |
| 2007 | Confessions on a Dance Floor | International Album of the Year          | Номинация |

## Lunas del Auditorio
Lunas del Auditorio are sponsored by The National Auditorium in Mexico to honor the best live shows in the country. Madonna has won two awards from a total of three nominations.
| Год  | Номинируемая работа | Категория                        | Результат |
| ---- | ------------------- | -------------------------------- | --------- |
| 2009 | Madonna             | Best Foreign Language Pop Artist | Победа    |
| 2013 | Madonna             | Best Foreign Language Pop Artist | Победа    |
| 2016 | Madonna             | Best Foreign Language Pop Artist | Номинация |

## Meteor Music Awards
The Meteor Music Awards was an award bestowed upon to the best in music in Ireland. Madonna received one nomination in the Best Live Performance Visiting Act category in 2005.
| Год  | Номинируемая работа | Категория                         | Результат |
| ---- | ------------------- | --------------------------------- | --------- |
| 2005 | Madonna             | Best Live Performance Visiting Ac | Номинация |

## MuchMusic Video Awards
The Much Music Video Awards is an annual award show presented by the Canadian music video channel MuchMusic to honor the year’s best music videos. Madonna has won one award from four nominations.
| Год  | Номинируемая работа | Категория                      | Результат |
| ---- | ------------------- | ------------------------------ | --------- |
| 1998 | «Ray of Light»      | Best International Video       | Победа    |
| 1999 | Madonna             | Favourite International Artist | Номинация |
| 2006 | «Hung Up»           | Best International Video       | Номинация |
| 2008 | «4 Minutes»         | Best International Video       | Номинация |

## Musician Magazine
Musician (1976-99) was a monthly magazine that covered news and information about American popular music. Madonna was given the Artist of the Decade award by the magazine in 1989.
| Год  | Номинируемая работа | Категория            | Результат |
| ---- | ------------------- | -------------------- | --------- |
| 1989 | Madonna             | Artist of the Decade | Победа    |

## MVPA Awards
Ежегодная награда MVPA Awards присуждается от имени Music Video Production Association за лучшие музыкальные видеоклипы всех жанров, стилей и направлений. Мадонна имеет 9 наград из 18 номинаций
| Год  | Работа или исполнитель | Награда                           | Результат |
| ---- | ---------------------- | --------------------------------- | --------- |
| 1999 | «Frozen»               | Best Special Effects              | Победа    |
| 1999 | «Ray of Light»         | Pop Video of the Year             | Победа    |
| 2000 | «Beautiful Stranger»   | Best Cinematography               | Победа    |
| 2000 | «Beautiful Stranger»   | Best Make-Up                      | Победа    |
| 2000 | «Beautiful Stranger»   | Soundtrack Video of the Year      | Номинация |
| 2001 | «Don’t Tell Me»        | Best Direction of a Female Artist | Победа    |
| 2001 | «Don’t Tell Me»        | Pop Video of the Year             | Номинация |
| 2001 | «Don’t Tell Me»        | Video of the Year                 | Победа    |
| 2001 | «Like a Prayer»        | MVPA Hall of Fame Award           | Победа    |
| 2001 | «Music»                | Best Direction of a Female Artist | Номинация |
| 2001 | «Music»                | Pop Video of the Year             | Номинация |
| 2003 | «Die Another Day»      | Soundtrack Video of the Year      | Победа    |
| 2004 | «Me Against the Music» | Best Choreography                 | Номинация |
| 2006 | «Hung Up»              | Best Choreography                 | Номинация |
| 2006 | «Hung Up»              | Best Direction of a Female Artist | Номинация |
| 2006 | «Hung Up»              | Best Make-Up                      | Победа    |
| 2006 | «Hung Up»              | Best Pop Video                    | Номинация |
| 2006 | «Hung Up»              | Best Styling                      | Номинация |

## NetSounds Awards
Награду NetSounds Awards презентует журнал NME за достижения в онлайн-музыке.
| Год  | Получатель                      | Награда              | Результат |
| ---- | ------------------------------- | -------------------- | --------- |
| 2001 | Brixton Academy concert webcast | Best Music Web Event | Победа    |

## Nickelodeon Kids' Choice Awards
Nickelodeon Kids' Choice Awards это ежегодная награда вручаемая за достижения в музыкальной, кино- и телевизионной сфере по опросу американского детского телеканала Nickelodeon
| Год  | Получатель           | Награда                    | Результат |
| ---- | -------------------- | -------------------------- | --------- |
| 1987 | Madonna              | Favorite Female Vocalist   | Победа    |
| 1988 | Madonna              | Favorite Female Vocalist   | Победа    |
| 2000 | «Beautiful Stranger» | Favorite Song From a Movie | Номинация |

## NME Awards
NME Awards это ежегодная музыкальная премия, присуждаемая на соответствующем шоу журналом NME
| Год  | Получатель       | Награда          | Результат |
| ---- | ---------------- | ---------------- | --------- |
| 1992 | Madonna SEX Book | Hype of the Year | Победа    |
| 2006 | Madonna          | Sexiest Woman    | Победа    |

## NRJ Music Awards
NRJ Music Awards это крупная музыкальная церемония во Франции, ежегодно проходящая на радиостанции NRJ в сотрудничестве с телеканалом TF1
| Год  | Получатель                   | Награда                                 | Результат |
| ---- | ---------------------------- | --------------------------------------- | --------- |
| 2001 | Madonna                      | International Female Artist of the Year | Победа    |
| 2001 | Music                        | International Album of the Year         | Победа    |
| 2001 | Music                        | International Song of the Year          | Номинация |
| 2004 | Madonna                      | NRJ Award of Honor                      | Победа    |
| 2004 | Madonna                      | International Female Artist of the Year | Номинация |
| 2004 | Madonna                      | Music Website of the Year               | Номинация |
| 2004 | American Life                | International Album of the Year         | Номинация |
| 2006 | Madonna                      | International Female Artist of the Year | Победа    |
| 2007 | Madonna                      | International Female Artist of the Year | Номинация |
| 2007 | Confessions on a Dance Floor | International Album of the Year         | Номинация |

## Online Film & Television Association Awards
| Год  | Получатель                   | Награда                                                | Результат |
| ---- | ---------------------------- | ------------------------------------------------------ | --------- |
| 1996 | Madonna                      | Best Actress                                           | Номинация |
| 1996 | Madonna                      | Best Drama Actress                                     | Номинация |
| 1996 | Madonna                      | Best Comedy/Musical Actress                            | Номинация |
| 1996 | «You Must Love Me»           | Best Original Song                                     | Победа    |
| 1996 | «Don’t Cry for Me Argentina» | Best Adapted Song                                      | Победа    |
| 1997 | Madonna: The Making of Evita | Best Variety, Musical or Comedy Special                | Номинация |
| 1999 | «Beautiful Stranger»         | Best Original Song                                     | Победа    |
| 2000 | «American Pie»               | Best Adapted Song                                      | Номинация |
| 2002 | «Die Another Day»            | Best Original Song                                     | Номинация |
| 2002 | Drowned World Tour           | Best Variety, Musical or Comedy Special                | Номинация |
| 2002 | Drowned World Tour           | Best Host or Performer of a Variety, Musical or Comedy | Номинация |

## Online Music Awards
Online Music Awards была учреждена в 2000 году группой Music Week для награждения самых заметных, креативных и значимых исполнителей, дизайнеров и программистов в онлайновой музыке деятелей музиндустрии
| Год  | Получатель                      | Награда                     | Результат |
| ---- | ------------------------------- | --------------------------- | --------- |
| 2001 | Brixton Academy concert webcast | Top Live Online Music Event | Победа    |

## Orville H. Gibson Guitar Awards
Награда The Orville H. Gibson Awards, получившая своё название в честь Orville Gibson, основавшего корпорацию Gibson Guitar Corporation, присуждается самым выдающимся гитаристам и музыкантам за воплощение духа и престижа Орвилля Гибсона In 2002, Madonna was nominated for Les Paul Horizon Award, which honors the most promising up-and-coming guitarist..
| Год  | Получатель | Награда                | Результат |
| ---- | ---------- | ---------------------- | --------- |
| 2002 | Madonna    | Les Paul Horizon Award | Номинация |

## People’s Choice Awards
Премия People's Choice Awards вручается ежегодно за достижения в области популярной культуры. С 1975 года шоу проводит телекомпния CBS и продюсируется фирмой Procter & Gamble. Мадонна имеет одну награду, полученную в 1987 году.
| Год  | Работа или исполнитель | Награда                           | Результат |
| ---- | ---------------------- | --------------------------------- | --------- |
| 1987 | Madonna                | Favorite Female Musical Performer | Победа    |
| 2009 | «4 Minutes»            | Favorite Combined Forces          | Номинация |

## Pollstar Concert Industry Awards
Pollstar Concert Industry Awards это ежегодная церемония награждения исполнителей и профессионалов концертной индустрии
| Год  | Работа или исполнитель     | Награда                                                                                 | Результат |
| ---- | -------------------------- | --------------------------------------------------------------------------------------- | --------- |
| 1984 | Madonna                    | Which Artist is Most Likely to Successfully Headline Arenas for the First Time in 1985? | Номинация |
| 1987 | Who's That Girl World Tour | Most Creative Stage Set                                                                 | Номинация |
| 1990 | Blond Ambition World Tour  | Major Tour Of The Year                                                                  | Номинация |
| 1990 | Blond Ambition World Tour  | Most Creative Stage Production                                                          | Победа    |
| 1993 | The Girlie Show World Tour | Most Creative Stage Production                                                          | Номинация |
| 2001 | Drowned World Tour         | Major Tour of the Year                                                                  | Номинация |
| 2001 | Drowned World Tour         | Most Creative Stage Production                                                          | Номинация |
| 2004 | Re-Invention World Tour    | Major Tour Of The Year                                                                  | Номинация |
| 2004 | Re-Invention World Tour    | Most Creative Stage Production                                                          | Номинация |
| 2006 | Confessions Tour           | Major Tour of the Year                                                                  | Номинация |
| 2006 | Confessions Tour           | Most Creative Stage Production                                                          | Победа    |
| 2008 | Sticky & Sweet Tour        | Major Tour of the Year                                                                  | Номинация |
| 2008 | Sticky & Sweet Tour        | Most Creative Stage Production                                                          | Номинация |
| 2013 | MDNA Tour                  | Most Creative Stage Production                                                          | Номинация |

## Porin Awards
The Porin Award is a Croatian music award founded by the Croatian Phonographic Association, Croatian Musicians Union, Croatian Radiotelevision and Croatian Composers' Society. Madonna has won two awards.
| Год  | Номинируемая работа | Категория                | Результат |
| ---- | ------------------- | ------------------------ | --------- |
| 1999 | «Frozen»            | Best International Video | Победа    |
| 1999 | Ray of Light        | Best International Album | Победа    |

## Premios Amigo
The Premios Amigo is a music award ceremony in Spain, presented annually by Productores de Música de España since 1997. Madonna has won one award from two nominations.
| Год  | Номинируемая работа | Категория                             | Результат |
| ---- | ------------------- | ------------------------------------- | --------- |
| 2000 | Madonna             | Best International Female Solo Artist | Победа    |
| 2000 | Music               | Best International Album              | Номинация |

## Premios Oye!
The Premios Oye! (Premio Nacional a la Música Grabada) awards are presented annually since 2002 by the Academia Nacional de la Música en México for outstanding achievements in the Mexican recording industry. Madonna has won two awards from five nominations.
| Год  | Номинируемая работа | Категория                  | Результат |
| ---- | ------------------- | -------------------------- | --------- |
| 2003 | Madonna             | Best English Female Artist | Номинация |
| 2006 | «Hung Up»           | English Song of the Year   | Номинация |
| 2008 | «4 Minutes»         | Record of the Year         | Победа    |
| 2008 | Hard Candy          | Album of the Year          | Победа    |
| 2010 | Sticky & Sweet Tour | Album of the Year          | Номинация |

## Recording Industry Association of America
The Recording Industry Association of America (RIAA) is a trust that represents the recording industry distributors in the United States. On November 10, 1999, Madonna was honored as the Top Selling Female Rock Artist of the 20th century for selling more albums than any other female artist in the rock category during the century.
| Год  | Номинируемая работа | Категория                                          | Результат |
| ---- | ------------------- | -------------------------------------------------- | --------- |
| 1999 | Madonna             | Top Selling Female Rock Artist of the 20th Century | Победа    |

## Rock and Roll Hall of Fame
Зал славы рок-н-ролла (англ. Rock and Roll Hall of Fame) — это музей, расположенный в США около озера Эри (Кливленд, Огайо) и посвященный истории рок-музыки и всем звёздам, исполнителям, продюсерам, повлиявшим на становление и развитие этого направления музыкальной культуры. Мадонна была включена в Зал Славы 10 марта 2008 года.
| Год  | Номинируемая работа | Категория                  | Результат |
| ---- | ------------------- | -------------------------- | --------- |
| 2008 | Madonna             | Rock and Roll Hall of Fame | Победа    |

## Rockbjörnen
Шведская премия Rockbjörnen была учреждена в 1979 году Aftonbladet, крупнейшей газетой Скандинавских стран. Мадонна имеет 6 наград.
| Год  | Работа или исполнитель       | Награда                   | Результат |
| ---- | ---------------------------- | ------------------------- | --------- |
| 1989 | Madonna                      | Best International Artist | Победа    |
| 1989 | Like a Prayer                | Best International Album  | Победа    |
| 1992 | Madonna                      | Best International Artist | Победа    |
| 1998 | Madonna                      | Best International Artist | Победа    |
| 1998 | Ray of Light                 | Best International Album  | Победа    |
| 2005 | Confessions on a Dance Floor | Best International Album  | Победа    |

## Saturn Awards
The Saturn Awards are awarded annually by the Academy of Science Fiction, Fantasy and Horror Films. Madonna was nominated in the Best Actress category for her role as Breathless Mahoney in the film Dick Tracy (1990).
| Год  | Номинируемая работа   | Категория    | Результат |
| ---- | --------------------- | ------------ | --------- |
| 1991 | Madonna in Dick Tracy | Best Actress | Номинация |

## Smash Hits Poll Winners Party
Английская награда Smash Hits Poll Winners Party (1988—2005) вручалась ежегодно от имени британского журнала Smash Hits и компании BBC One. Мадонна получила 6 наград в категориях Best Female Solo Singer и Most Fanciable Female.
| Год  | Исполнитель | Награда                 | Результат |
| ---- | ----------- | ----------------------- | --------- |
| 1990 | Madonna     | Best Female Solo Singer | Победа    |
| 1990 | Madonna     | Most Fanciable Female   | Победа    |
| 1991 | Madonna     | Best Female Solo Singer | Победа    |
| 1991 | Madonna     | Most Fanciable Female   | Победа    |
| 1992 | Madonna     | Best Female Solo Singer | Победа    |
| 1992 | Madonna     | Most Fanciable Female   | Победа    |

## Songwriters Hall of Fame
The Songwriters Hall of Fame is an arm of the National Academy of Popular Music. It was founded in 1969 by songwriter Johnny Mercer and music publishers Abe Olman and Howie Richmond. According to their official website, the academy «honors those whose work represents a spectrum of the most beloved songs from the world’s popular music songbook». Madonna has been nominated for being inducted into the Songwriters Hall of Fame twice, for the 2014, 2016 and 2017 ceremonies.
| Год  | Номинируемая работа | Категория                | Результат |
| ---- | ------------------- | ------------------------ | --------- |
| 2014 | Madonna             | Songwriters Hall of Fame | Номинация |
| 2016 | Madonna             | Songwriters Hall of Fame | Номинация |
| 2017 | Madonna             | Songwriters Hall of Fame | Номинация |

## Space Shower Music Video Awards
The Space Shower Music Video Awards are an annual set of music awards sponsored by Space Shower TV in Japan. Madonna won the Best International Video for «Hung Up» in 2006.
| Год  | Номинируемая работа | Категория                | Результат |
| ---- | ------------------- | ------------------------ | --------- |
| 2006 | «Hung Up»           | Best International Video | Победа    |

## TEC Awards
The TEC Awards is an annual program to honor technically innovative products as well as companies and individuals who have excelled in sound for television, film, recordings and concerts. Madonna has won one award from four nominations.
| Год  | Номинируемая работа | Категория                                                                   | Результат |
| ---- | ------------------- | --------------------------------------------------------------------------- | --------- |
| 2001 | Music               | Outstanding Creative Achievement — Record Production/Album                  | Номинация |
| 2001 | «Music»             | Outstanding Creative Achievement — Record Production/Single                 | Победа    |
| 2002 | Madonna             | Outstanding Creative Achievement — Tour Production                          | Номинация |
| 2002 | Drowned World Tour  | Outstanding Creative Achievement — Remote Production/Recording or Broadcast | Номинация |

## Telegatto Awards
The Telegatto was an Italian television award sponsored by the weekly magazine TV Sorrisi e Canzoni and aired on Canale 5. Madonna won Best International Artist in 1992.
| Год  | Номинируемая работа | Категория                 | Результат |
| ---- | ------------------- | ------------------------- | --------- |
| 1992 | Madonna             | Best International Artist | Победа    |

## Theatregoers' Choice Award
The Theatregoers' Choice Award is organized by leading theater website Whatsonstage.com and honors the performers and productions of British theater with emphasis on London’s West End. Madonna has won Theater Event of the Year for her role on the London West End theatre version of the play Up for Grabs.
| Год  | Номинируемая работа | Категория                 | Результат |
| ---- | ------------------- | ------------------------- | --------- |
| 2003 | Up for Grabs        | Theatre Event of the Year | Победа    |

## UK Music Hall of Fame
В Зал славы музыки Великобритании (англ. UK Music Hall of Fame) принимали артистов любых национальностей и стран за их особый вклад в музыку Великобритании. В 2004 году Мадонна была включена в него среди первых участников, наряду с такими звёздами, как The Beatles, Элвис Пресли, Боб Марли и группа U2.
| Год  | Исполнитель | Награда               | Результат |
| ---- | ----------- | --------------------- | --------- |
| 2004 | Madonna     | UK Music Hall of Fame | Победа    |

## VH1 Do Something! Awards
The VH1 Do Something! Awards honor people who have brought forward a social issue. Madonna has won one award for her documentary film I Am Because We Are.
| Год  | Номинируемая работа | Категория        | Результат |
| ---- | ------------------- | ---------------- | --------- |
| 2010 | I Am Because We Are | Docu Style Award | Победа    |

## VH1 Fashion Awards
Премия VH1 Fashion Awards вручается ежегодно наиболее модным музыкантам, дизайнерам и моделям. Мадонна имеет 5 наград.
| Год  | Работа или исполнитель | Награда                                  | Результат |
| ---- | ---------------------- | ---------------------------------------- | --------- |
| 1995 | Madonna                | Most Fashionable Artist                  | Победа    |
| 1995 | Madonna                | Viewer’s Choice: Most Fashionable Artist | Победа    |
| 1998 | Madonna                | Most Fashionable Artist                  | Победа    |
| 1998 | Madonna                | Most Stylish Music Artist                | Победа    |
| 1998 | Madonna                | The Versace Award                        | Победа    |
| 1999 | Madonna                | Most Fashionable Artist                  | Номинация |
| 1999 | «Beautiful Stranger»   | Most Stylish Video                       | Номинация |
| 2000 | «Music»                | Visionary Video                          | Номинация |

## VIVA Comet Awards
VIVA Comet Awards were an annual awards ceremony, organised by VIVA Germany. Madonna has won one award.
| Год  | Номинируемая работа | Категория           | Результат |
| ---- | ------------------- | ------------------- | --------- |
| 1998 | Madonna             | International Act   | Победа    |
| 2001 | Madonna             | International Act   | Номинация |
| 2001 | «Don’t Tell Me»     | International Video | Номинация |

## Wembley Arena Square of Fame
The Wembley Arena Square of Fame is located in front of the Wembley Arena, London, England. It features a strictly limited selection of bronze handprints of iconic and historic entertainment and sporting celebrities, in honor of their outstanding achievement. Madonna became the first act to receive that honor.
| Год  | Номинируемая работа | Категория                    | Результат |
| ---- | ------------------- | ---------------------------- | --------- |
| 2006 | Madonna             | Wembley Arena Square of Fame | Победа    |

## World Music Awards
World Music Awards это международная награда, присуждаемая с 1989 года под патронажем принца Монако Альберта II, базируется в Монте-Карло. Вручается за наивысшие продажи музыкальных носителей по данным International Federation of the Phonographic Industry (IFPI)
| Год  | Работа или исполнитель    | Награда                      | Результат |
| ---- | ------------------------- | ---------------------------- | --------- |
| 2006 | «Hung Up»                 | World’s Best Pop Artist      | Победа    |
| 2008 | Madonna                   | Best Selling American Artist | Победа    |
| 2014 | Madonna                   | Best Female Artist           | Номинация |
| 2014 | Madonna                   | Best Entertainer             | Номинация |
| 2014 | Madonna                   | Best World’s Live Act        | Номинация |
| 2014 | MDNA                      | Best World Album             | Номинация |
| 2014 | «Give Me All Your Luvin'» | Best World Song              | Номинация |
| 2014 | «Give Me All Your Luvin'» | Best World Video             | Номинация |

### Комментарии
1. ↑  Награды в некоторых категориях не предполагают номинаций, так как жюри объявляло только победителей. Для упрощения и избежания ошибок каждая из таких наград приведена как имеющая номинацию по умолчанию.